# Большое Дроздово
Большое Дроздово — деревня в Себежском районе Псковской области России. Входит в состав сельского поселения «Себежское».

## География
Находится на юго-западе региона, в южной части района, в лесной местности на западном прибрежье озера Большое Олбито. К югу примыкает деревня Ковалёвка. Деревня расположена около государственной границы с Белоруссией, примерно в 35 км к юго-востоку от города Себеж.
Уличная сеть не развита.
Окружена молодым мелколиственным лесом, преимущественно вторичным, с преобладанием ольхи серой, берёзы бородавчатой, осины; есть единичные крупные дубы.
Почва в основном суглинистая.
В окрестностях часто встречаются заяц-русак, косули, лисы, кабаны, еноты, куницы.

## История
В  1802—1924 годах земли поселения входили в Себежский уезд Витебской губернии.
В 1941—1944 гг. местность находилась под фашистской оккупацией войсками Гитлеровской Германии.
В 1995 — 2005 годах деревня Большое Дроздово входила в состав Осынской волости (ранее Осынского сельсовета), в 2005 — 2011 годах относилась к Долосчанской волости Себежского района.
До 1 января 2011 года деревня Большое Дроздово входила в ныне упразднённую Долосчанскую волость. В 2010 году, согласно Закону Псковской области  от 03.06.2010 № 984-ОЗ,  деревня Большое Дроздово  после объединения пяти волостей (Долосчанской, Глембочинской, Дубровской, Лавровской и Томсинской)  вошла в образованное муниципальное образование «Себежское сельское поселение».

## Население
| 2001 | 2002 | 2010 |
| ---- | ---- | ---- |
| 1    | ↘0   | ↗2   |

## Инфраструктура
Развито личное подсобное хозяйство, любительское рыболовство.

## Транспорт
Деревня доступна по просёлочным дорогам.
Примерно в 5 км к востоку проходит автодорога А117.